# ジョゼ・カルロス・セホーン
ジョゼ・カルロス・セホーン（José Carlos Serrão、1950年10月12日 - ）は、ブラジル・サンパウロ州サンパウロ出身の元プロサッカー選手、サッカー指導者。現役時代のポジションはフォワード、ミッドフィールダー。
選手時代の登録名はゼ・カルロス (Zé Carlos)であった。

## 経歴

### 選手時代
選手時代はウイング または左ミッドフィールダー、攻撃的ミッドフィールダーとしてプレー。
1965年、15歳からサンパウロFCで育ち、1969年から1977年までプロ選手として所属した。1971年にはキンゼ・デ・ピラシカーバでもプレーした。1972年2月9日にサンパウロFCで初めて試合に出場し、通算261試合出場28得点（または267試合30得点）。うち全国選手権では84試合出場8得点、コパ・リベルタドーレスでは16試合3得点。1974年コパ・リベルタドーレス決勝のインデペンディエンテとの第3戦では、後半27分にPKを任されたが失敗、チームは準優勝に終わった。1975年にはサンパウロ州選手権に優勝し、そのチームでセホーンはペドロ・ローシャ、ムリシ・ラマーリョ、セルジーニョ・シュラッパとともに攻撃陣を形成した。
1977年にサンパウロを離れ、1977年にボタフォゴ-PBでパライバ州選手権、1978年にジョインヴィレでサンタカタリーナ州選手権に優勝した。怪我もあり、1980年のコロンビアのククタでのプレーを最後に30歳で引退した。
サンパウロ州選抜として6試合に出場し、1974年にはマリオ・ザガロ監督によってワールドカップ・西ドイツ大会のブラジル代表候補に選出されるも、怪我の為に本大会出場は叶わなかった。

### 指導者として
引退後、古巣のサンパウロFCにコーチングスタッフとして加わり、1983年、1986年、1987年に暫定監督、1986年に監督代行を務めた。サンパウロが9年ぶりに優勝した1986年のブラジル全国選手権では、セホーンは暫定監督として序盤3試合で指揮を執った。
1998年、リオ・ブランコ-MGを率いてミナスジェライス州選手権モドゥーロII（2部）に優勝して昇格に導いた。
コリンチャンスの育成部門で指導にあたっていた2000年には、オズワルド・オリヴェイラに代わってコパ・ド・ブラジルでトップチームの監督代行を1試合務めた。
2009年、セルトンジーニョを率いてサンパウロ州選手権セリエA-2（2部）からセリエA-1（1部）へ昇格。
ポーランドのMKSポゴニ・シュチェチンでは、同国リーグにおける最初のブラジル人監督となった。
2011年12月26日、2012年シーズンからのJリーグ・ガンバ大阪監督就任がクラブより発表された。当初、G大阪は元日本代表の呂比須ワグナーを新監督に迎えようとしたが、呂比須がJリーグの指導者資格の要件を満たさないため、呂比須の推薦によりセホーンが監督に就いた。呂比須はセホーンがサンパウロのU-17監督だったころの教え子であり、彼をトップチームに推薦したのがセホーンだった。招聘したG大阪強化本部長の山本浩靖が2人の立場について「あくまでもセホーンがクラブのトップ。呂比須との二頭体制には成りえない」と主張したが、実際に指揮を執ったのは呂比須だった。セホーンは、「呂比須から意見を聞かれたら、自分の考えを伝えた。ただし、最終判断を下すのは彼。私の重要な任務のひとつは、“監督”としてメディア対応をすることだった。ただ、戦術や選手交代を自分で決めたわけではないから、質問によっては答えようがないこともあった」と振り返る。
セホーンの談話によれば、選手補強やブラジル人のコーチングスタッフの選定についても呂比須が主導したという。開幕からJ1リーグ、AFCチャンピオンズリーグあわせて公式戦5連敗を喫し、3月26日にセホーン、呂比須ともに解任が発表された。
2016年、セルトンジーニョでサンパウロ州選手権セリエA-3（3部）に優勝して昇格を決めた。

## 所属クラブ
- 1969年 - 1977年  サンパウロFC
- 1977年  ボタフォゴ-PB
- 1978年  ジョインヴィレEC
- 1979年  ECサント・アンドレ
- 1979年  AAアナポリナ
- 1980年  ククタ・デポルティーボFC

## 指導歴
- 1983年 - 1987年  サンパウロFC (コーチ)
  - 1983年5月  サンパウロFC (暫定監督)[10]
  - 1986年3月  サンパウロFC (シリーニョ（ポルトガル語版）に代わり監督代行)[10]
  - 1986年7月-9月  サンパウロFC (暫定監督)[10]
  - 1987年4月-5月  サンパウロFC (暫定監督)[10]
- 1987年  キンゼ・デ・ピラシカーバ
- 1988年 - 1989年  ECサント・アンドレ
- 1990年 - 1991年  AAフランカーナ
- 1991年  リオ・ブランコ・ジ・アンドラダスFC（ポルトガル語版）
- 1992年  キンゼ・デ・ピラシカーバ
- 1992年  セントラルSC
- 1993年  マリーリアAC
- 1994年  CAジュベントス
- 1994年  CRB
- 1995年  パイサンドゥSC
- 1995年  ロンドリーナEC
- 1995年  モジミリンEC
- 1996年 - 1997年  AAフランカーナ
- 1997年  AEアラサトゥバ
- 1998年  リオ・ブランコ・ジ・アンドラダスFC
- 1999年  モジミリンEC
- 2000年  SCコリンチャンス・パウリスタ (U-20)
- 2000年  SCコリンチャンス・パウリスタ (監督代行)
- 2000年  セアラーSC
- 2001年  ポルトゥゲーザ・サンチスタ
- 2002年 - 2004年  水原三星ブルーウィングス (コーチ)[注 1]
- 2005年  グアラニFC
- 2005年  ウニオン・アグリーコラ・バルバレンセFC
- 2005年 - 2006年  MKSポゴニ・シュチェチン
- 2007年  モジミリンEC
- 2008年  リオ・プレトEC
- 2008年  AAアナポリナ
- 2009年  セルトンジーニョFC
- 2010年 - 2011年  ECサンベント
- 2011年  アメリカ-SP
- 2011年  セントラルSC
- 2011年  SEイタピレンセ（ポルトガル語版）
- 2012年  ガンバ大阪
- 2012年  ADRCイカザ
- 2013年  サンカルロスFC
- 2013年  CAジュベントス
- 2014年 - 2015年  セルトンジーニョFC

※ 特筆なき限り、役職は監督

## タイトル

### クラブ
サンパウロ
- サンパウロ州選手権：3回 (1970, 1971, 1975)
- カンピオナート・ブラジレイロ・セリエA:1回（1977）

ボタフォゴ-PB
- パライバ州選手権：1回 (1977)

ジョインヴィレEC
- サンタカタリーナ州選手権：1回 (1978)

### 指導者時代
サンパウロ
- サンパウロ州選手権：1回 (1985)
- ブラジル全国選手権：1回 (1986)

リオ・ブランコ-MG
- ミナスジェライス州選手権：1回 (1998)